# Céu Único Europeu

Mapa de blocos funcionais de espaço aéreo no Céu Único Europeu.
NEFAB
FAB DK-SE
FAB UK-IRL
Baltic FAB
FABEC
FAB CE
SW FAB
Danube FAB
Blue Med

O Céu Único Europeu é uma iniciativa da Comissão Europeia que procura reformar o fragmentado sistema europeu de gestão do tráfego aéreo através de uma série de ações realizadas em quatro níveis diferentes (institucional, operacional, tecnológico e de controlo e supervisão) com o objetivo de satisfazer as necessidades futuras do espaço aéreo europeu, em termos de capacidade, segurança, eficiência e impacto ambiental.

## Gibraltar
Em 2000 Espanha bloqueou a inclusão do aeroporto de Gibraltar no céu único europeu.